# Spellemannprisen 2018
Der Spellemannpris 2018 war die 47. Ausgabe des norwegischen Musikpreises Spellemannprisen. Die Nominierungen berücksichtigten Veröffentlichungen des Musikjahres 2018. Die Verleihung der Preise fand am 30. März 2019 statt. In der Kategorie „Årets Spellemann“ wurde Alan Walker ausgezeichnet, den Ehrenpreis („Hedersprisen“) erhielt die Band D.D.E.

## Verleihung
Die Verleihung fand am 30. März 2019 im Osloer Chateau Neuf statt. Sie wurde von der Sängerin Julie Bergan gemeinsam mit Tarjei Strøm moderiert. Die Verleihung wurde im Fernsehsender NRK1 ausgestrahlt.

## Gewinner
| Kategorie                                                                | Gewinner                                                                            | Werk                                    |
| ------------------------------------------------------------------------ | ----------------------------------------------------------------------------------- | --------------------------------------- |
| Barnemusikk (Kindermusik)                                                | Naboen Min                                                                          | Rockesock                               |
| Blues                                                                    | Jørgen Sandvik                                                                      | Permanent Vacation                      |
| Country                                                                  | Malin Pettersen                                                                     | References Pt. 1                        |
| Elektronika                                                              | Sex Judas feat. Ricky                                                               | Go Down Judas                           |
| Folkemusikk/Tradisjonsmusikk (Volksmusik/Traditionsmusik)                | Marja Mortensson                                                                    | Mojhtestasse – Cultural Beirlooms       |
| Indie                                                                    | Thea Hjelmeland                                                                     | Kulla                                   |
| Jazz                                                                     | Gurls                                                                               | Run Boy, Run                            |
| Klassisk (Klassisch)                                                     | Tora Augestad, Philharmonisches Orchester Oslo, Joshua Weilerstein, Christian Eggen | Portraying Passion                      |
| Metal                                                                    | Obliteration                                                                        | Cenotaph Obscure                        |
| Popartist (Popkünstler)                                                  | Emilie Nicolas                                                                      | Tranquille Emile                        |
| Popgruppe                                                                | Band of Gold                                                                        | Where‘s the Magic                       |
| Rock                                                                     | The Good The Bad and The Zugly                                                      | Misanthropical House                    |
| Samtid (Gegenwart)                                                       | Philharmonisches Orchester Oslo, Peter Herresthal, Peter Szilvay                    | Ørjan Matre: Konsert for orkester       |
| Tonos komponistpris (Tonos Komponistenpreis)                             | Ørjan Matre                                                                         | Oslo Filharmonien: Konsert for orkester |
| Urban                                                                    | EMIR                                                                                | Mer av deg                              |
| Viser (Weisen)                                                           | Ingeborg Oktober                                                                    | Skjømmingsboka                          |
| Åpen Klasse (Offene Klasse)                                              | Geir Sundstøl                                                                       | Brødløs                                 |
| Årets album (Album des Jahres)                                           | Emilie Nicolas                                                                      | Tranquille Emile                        |
| Årets Gjennombrudd & Gramostipend (Durchbruch des Jahres & Gramostipend) | Boy Pablo                                                                           | –                                       |
| Årets Hederspris (Ehrenpreis des Jahres)                                 | D.D.E.                                                                              | –                                       |
| Årets Internasjonale Suksess (Internationaler Erfolg des Jahres)         | Stargate                                                                            | –                                       |
| Årets Låt (Lied des Jahres)                                              | Mads Hansen                                                                         | Sommerkroppen                           |
| Årets Låtskriver (Songwriter des Jahres)                                 | Ina Wroldsen                                                                        | Hex                                     |
| Årets Musikkvideo (Musikvideo des Jahres)                                | Thor Brenne                                                                         | Hkeem: Ghettoparasitt                   |
| Årets Produsent (Produzent des Jahres)                                   | Aksel Carlson                                                                       | –                                       |
| Årets Spellemann (Spellemann des Jahres)                                 | Alan Walker                                                                         | –                                       |
| Årets Tekstforfatter (Textautor des Jahres)                              | Eduardo Andersen                                                                    | La oss ta en idealist                   |

## Nominierte
Barnemusikk
- Karoline Krüger og Fru Nitters Rytmeorkester: Labyrinter
- Mandarinsaft: På vei te en venn
- Naboen Min: Rockesock
- Tonje Unstad: Musling med melk

Blues
- Geir Bertheussen Blues Express: Southside
- J.T. Lauritsen & The Buckshot Hunters: Blue Eyed Soul Volume 1
- Jørgen Sandvik: Permanent Vacation
- Ulf Myrvold: Old Memories

Country
- Country Heroes: Honky Tonk Tears
- Hege Øversveen: Goodbye Yellow Roses
- Malin Pettersen: References Pt. 1
- The Northern Belle: Blinding Blue Neon

Elektronika
- Bjørn Torske: Byen
- Fakethias: Attune
- Sex Judas feat. Ricky: Go Down Judas
- Smerz: Have Fun

Folkemusikk/Tradisjonsmusikk
- Aslak Brimi Kvartett: Vev
- Johanne Flottorp: Johanne Flottorp
- Marja Mortensson: Mojhtestasse – Cultural Heirlooms
- Sudan Dudan: Heimen der ute

Indie
- Boy Pablo: Soy Pablo
- Fay Wildhagen: Borders
- Okay Kaya: Both
- Thea Hjelmeland: Kulla

Jazz
- Atomic: Pet Variations
- Gurls: Run Boy, Run
- Hanna Paulsberg Concept + Magnus Broo: Daughter of the Sun
- Moskus: Mirakler

Klassisk
- Christian Ihle Hadland: Christian Ihle Hadland Plays Domencio Scarlatti
- Frida Fredrikke Waaler Wærvågen & Ingrid Andsnes: Metamorfose
- Stavanger Symfoniorkester, Gisle Kverndokk: Symphonic Dances
- Tora Augestad, Philharmonisches Orchester Oslo, Joshua Weilerstein, Christian Eggen: Portraying Passion

Metal
- Aura Noir: Aura Noire
- Beaten to Death: Agronomicon
- Obliteration: Cenotaph Obscure
- Sylvaine: Atoms Aligned, Coming Undone

Popartist
- Amanda Delara: Running Deep + Soldiers
- Emilie Nicolas: Tranquille Emile
- Sigrid: Raw EP
- Sondre Justad: Ingenting i paradis

Popgruppe
- Band of Gold: Where’s the Magic
- Lemaitre: Lemaitre 2018
- Razika: Sånn kjennes verden ut
- SeeB: Nice to Meet You

Rock
- Oslo Ess: Frie radikaler
- The Good The Bad and The Zugly: Misanthropical House
- Turbonegro: Rock’n’roll Machine
- Årabrot: Who Do You Love

Samtid
- Cikada Strykekvartett, Knut Olaf Sunde: Vertigo Room
- Kjell Tore Innervik: Utopias – Radical Interpretations of Iconic Musical Works for Percussion
- Philharmonisches Orchester Oslo, Peter Herresthal, Peter Szilvay: Ørjan Matre: Konsert for orkester
- Telemark Kammerorkester, Lars-Erik Ter Jung: Chasing Strings

Tonos Komponistpris
- Anja Garbarek: The Road Is Just a Surface
- Arve Henriksen, Eivind Aarset, Jan Bang, Jez Riley French: The Height of the Reeds
- Geir Holmsen: Et stille sted
- Ørjan Matre: Oslo Filharmonien: Konsert for orkester

Urban
- EMIR: Mer av deg
- Lil Halima: Lil Halima 2018
- Mars: Mars
- Unge Beirut: Hevnen er søt, men jeg tilgir deg

Viser
- Ellen Sofie Hovland: Og solen renner over
- Erik Lukashaugen: Vi eier skogene
- Ingeborg Oktober: Skjømmingsboka
- Masåva: Masåva

Åpen Klasse
- Amgala Temple: Invisible Airships
- Anja Garbarek: The Road Is Just a Surface
- Geir Sundstøl: Brødløs
- Harpreet Bansal: Samaya

Årets Album
- Emilie Nicolas: Tranquille Emile
- Rotlaus: På vei
- Sondre Justad: Ingenting i paradis
- Unge Ferrari: Midt imellom magisk og manisk

Årets Gjennombrudd & Gramostipend
- Boy Pablo
- Kamelen
- Lise Davidsen
- Rotlaus
- Ruben

Årets internasjonale suksess
- Boy Pablo
- Cashmere Cat
- Leif Ove Andsnes
- Lise Davidsen
- Sigrid
- Stargate

Årets Låt
- Alan Walker, Au/Ra, Tomine Harket: Darkside
- Astrid S: Emotion
- Ina Wroldsen: Strongest
- K-391 feat. Alan Walker, Julie Bergan, Seguri: Ignite
- Kygo, Miguel: Remind Me to Forget
- Mads Hansen: Sommerkroppen
- Ruben: Walls
- SeeB, Dagny: Drink About
- Sigrid: Strangers
- Sondre Justad: Ikke som de andre

Årets Låtskriver
- Dagny Norvoll Sandvik: Dagny 2018
- Ina Wroldsen: Hex
- Stig Joar Haugen: Midt imellom magisk og manisk
- Thea Hjelmeland: Kulla

Årets Musikkvideo
- AB/CD/CD: Sigrid: Sucker Punch
- Kinga Burza: Aurora: Queendom
- Thor Brenne: Hkeem: Ghettoparasitt
- Trond Kvig Andreassen: Sondre Justad: Ikke som de andre

Årets Produsent
- Aksel Carlson
- Fay Wildhagen
- Kai Gundelach
- Kåre Christoffer Vestrheim

Årets Tekstforfatter
- Eduardo Andersen: La oss ta en idealist
- Ina Wroldsen: Hex
- Lars Saabye Christensen: Et stille sted
- Odd Nordstoga: Kløyvd